# Елізабет Рейд Бойд
Елізабет Рейд Бойд (народилася 24 серпня 1968 р.) — шотландська письменниця та науковиця із гендерних досліджень в Університеті Едіт Ковен у Західній Австралії, чиї романтичні романи публікує Harlequin під її природним псевдонімом Еліза Редголд. Вона захищає любовний роман як форму фемінізму.